# Scottsdale, Arizona
Scottsdale je grad u saveznoj državi Arizoni, SAD. Prema popisu stanovništva iz 2007. godine, Scottsdale ima 240 410 stanovnika.

### Zemljopisni položaj
Scottsdale je smješten u istočnom dijelu okruga Maricopa, te je povezan s Phoenixom. Scottsdale je poznat kao turističko odredište. Na sjeveru graniči s Cave Creekom, a na jugu s Tempeom.

### Povijest
Američki indijanci iz plemena Hohokam su naseljavali područje današnjeg Scottsdalea od 300. godine prije nove ere do 1400. godine.
Prije dolaska europljana u Scottsdaleu su živjeli američki indijanci iz plemena Pima. 

### Gradovi prijatelji
Scottsdale ima ugovore o prijateljstvu i partnerstvu sa sljedećim gradovima:
- Álamos, Meksiko
- Cairns, Queensland, Australija
- Interlaken, Švicarska
- Kingston, Ontario, Kanada
- Marrakech, Maroko

## Vanjske poveznice
- Official City Website  Arhivirana inačica izvorne stranice od 9. svibnja 2007. (Wayback Machine)
- Scottsdale Cister Cities Official Website  Arhivirana inačica izvorne stranice od 9. lipnja 2008. (Wayback Machine)